# Niederwalddenkmal

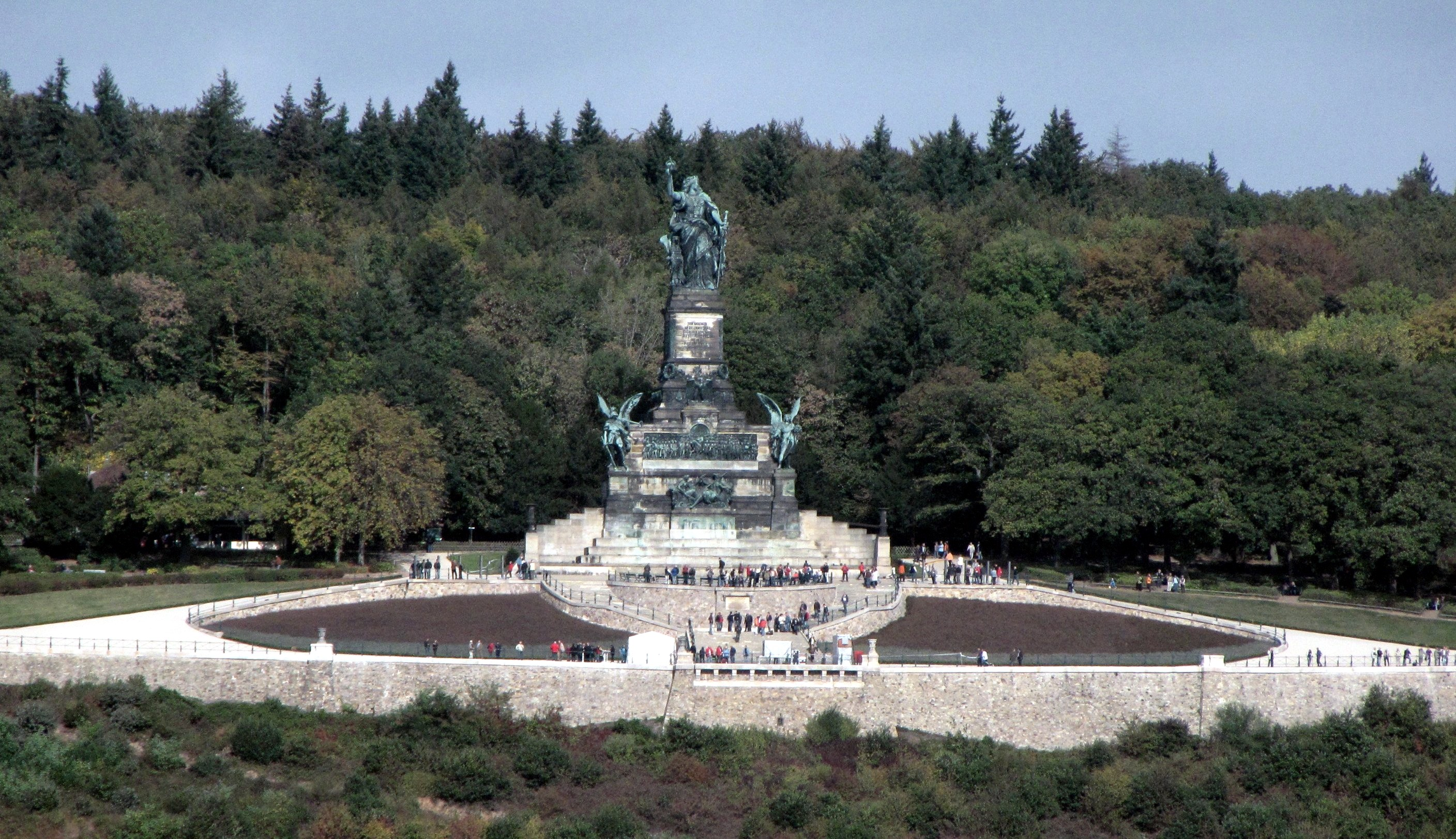
Niederwalddenkmal (2009).

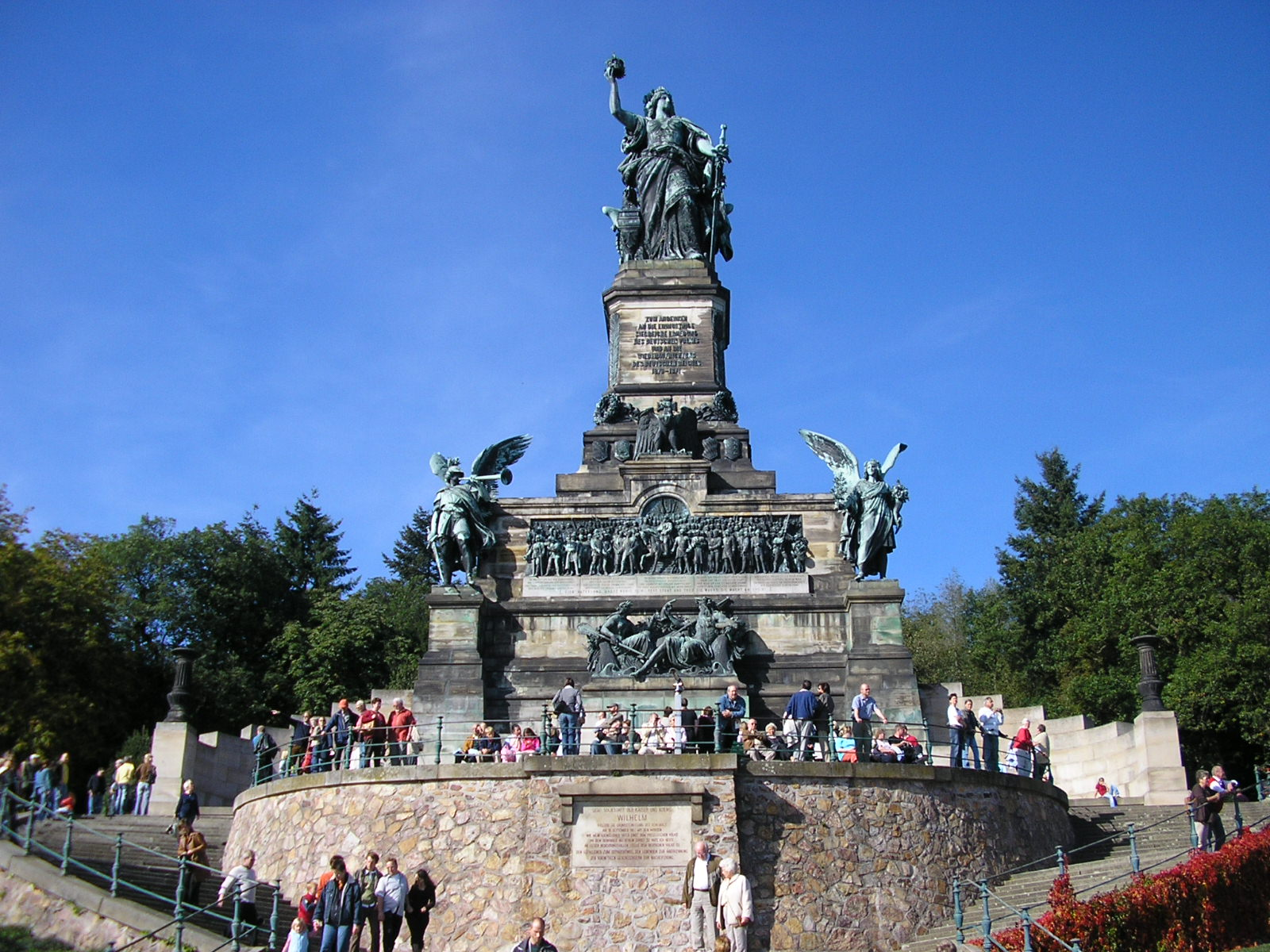
Niederwalddenkmal en 2006.

Le Niederwalddenkmal (/ni:dərvald dεnkma:l/ ) (Monument du Niederwald) est situé à la lisière du parc naturel du Niederwald, surplombant le Rhin et la ville de Rüdesheim am Rhein, au sud-ouest du land de Hesse. À ses pieds s'étendent les vignobles du mont de Rüdesheim.
Le monument devait commémorer l'unification de l'Allemagne en 1871. Sa conception et sa construction ont duré douze ans, depuis la décision initiale jusqu'à son inauguration le 28 septembre 1883. Il a fallu six ans pour la construire. Avec le Barbarossadenkmal sur le mont Kyffhäuser, le Deutsches Eck à Coblence, le Hermannsdenkmal près de Detmold, au sud de la forêt de Teutberg, le Völkerschlachtdenkmal à Leipzig, le Bismarck-Denkmal à Hambourg et le Walhalla près de Donaustauf, le Niederwalddenkmal s'inscrit dans le groupe des ouvrages commémoratifs monumentaux allemands, apparus pour la plupart à l'époque de l'Allemagne impériale.
Le Niederwalddenkmal se situe dans la vallée du Haut-Rhin moyen, classée au Patrimoine mondial de l'UNESCO depuis 2002. 

## Origine et conception

### Contexte historique
Le Niederwalddenkmal a été édifié à la suite de la guerre franco-allemande de 1870 et de la création de l'Empire allemand le 18 janvier 1871. Ce dernier était le résultat de plusieurs décennies d'efforts vers l'unification des nombreux États de la Confédération germanique. De surcroît, au XIXe siècle, la mode s'était répandue en Allemagne d'ériger des monuments pour commémorer des événements ou des personnes. Ainsi, pendant la guerre de 1870/71, déjà, apparaissent les premiers idées pour l'érection d'un tel monument. Après la création de l'Empire, les propositions arrivent de toutes parts.

### Situation
Le monument est situé au-dessus du Rhin, sur les hauteurs de la pente sud de la vallée dominant des vignobles et à l'ouest de Rüdesheim am Rhein. Il fait face à la ville Bingen am Rhein située de l'autre côté du fleuve, dans le land de Rhénanie-Palatinat à l'endroit où la Nahe se jette dans le Rhin.
Le Rhin est un symbole important pour les Allemands. De tout temps, il a été l'un des théâtres des contes et légendes allemandes (Rhin romantique). Par l'annexion de l'Alsace-Lorraine, le Rhin est devenu un fleuve tout à fait allemand – de sa source à son embouchure. Auparavant, il avait servi temporairement de frontière naturelle entre la France et l'Allemagne. De nombreux soldats allemands avaient entonné « Die Wacht am Rhein » (La garde du Rhin), alors qu'ils partaient pour la guerre de 1870/71. Ce chant a même été considéré comme hymne du nouvel Empire allemand.

### Conception
Le 13 avril 1871, l'écrivain Ferdinand Heyl proposa, dans le Rheinischer Kurier, l'emplacement du Niederwald près de Rüdesheim am Rhein. Cette proposition fut accueillie par beaucoup avec enthousiasme. Le président du gouvernement de Wiesbaden, Botho zu Eulenburg, en particulier, s'occupa de la poursuite de la conception et de l'organisation du chantier du monument. Il s'assura d'abord de l'approbation de l'empereur Guillaume Ier et du chancelier Otto von Bismarck. Puis il fonda un comité à Berlin, constitué essentiellement de membres du Reichstag. Il présida lui-même la commission exécutive de ce comité. 
En novembre 1871, la réalisation du projet débuta avec la publication du premier appel à la souscription populaire. En février 1872 suivit le premier concours d'artistes, d'architectes et de sculpteurs, afin de sélectionner le meilleur projet. Cependant aucun des projets déposés ne trouva grâce aux yeux du comité. Ce ne fut qu'après un second appel d'offres que les idées du sculpteur Johannes Schilling (1828-1910) s'imposèrent. Il livra son troisième projet en avril 1874. L'architecture et les constructions en terrasse du monument ont été tracées par l'architecte dresdois Karl Weißbach (1841-1905). La mise en œuvre du projet sera compliquée par l'insuffisance des dons collectés. Le Reichstag devra alors octroyer une aide financière. La construction pourra alors commencer, après trois ans de préparatifs.

### Construction
Le 16 septembre 1877, la pose de la première pierre est célébrée avec faste et en présence de l'empereur Guillaume Ier. En 1883, les travaux de construction étaient terminés. Lors de l'inauguration, le 28 septembre 1883, le discours de l'empereur fut perturbé par un incident.  Ayant mal interprété le geste de leur officier, les obusiers tirèrent une salve, alors que l'empereur parlait encore. Les bateaux sur le Rhin, entendant le signal convenu, tirèrent à leur tour plusieurs salves. Pour que les derniers mots de l'empereur ne soient pas tout à fait perdus, on les grava sur les escaliers entourant le socle du monument. Lors de cette inauguration eut lieu une tentative d'attentat contre l'empereur Guillaume Ier, fomentée par un groupe d'anarchistes, autour d'August Reinsdorff et d'Emil Küchler. Cet attentat échoua et ne causa aucun dommage.

## Programme iconographique
Le Niederwalddenkmal a une hauteur de 38,18 mètres et pèse 75 tonnes. Le programme sculpté du monument comporte plusieurs statues et reliefs. 

### Germania

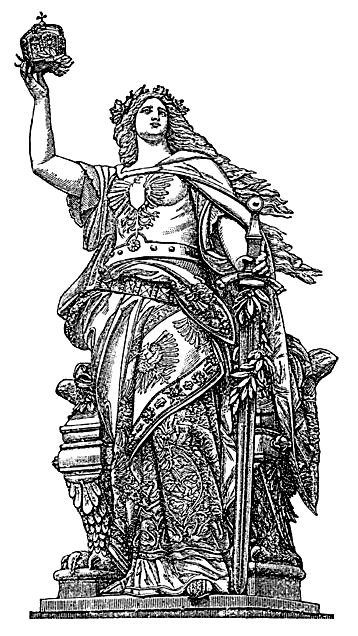
Germania.

Au sommet se dresse la statue principale, la figure allégorique de Germania, d'une hauteur de 12,5 mètres. Sur un socle, elle est représentée debout devant un trône de style « Altdeutsch », dont les montants latéraux sont formés par des aigles et symbolisant le trône impérial. Bien que le monument soit orienté vers le sud, la tête de Germania est légèrement tournée vers la gauche, c'est-à-dire vers l'est. Ainsi, elle regarde le Rheingau, vers l'Allemagne. Dans la main droite, elle élève la couronne impériale allemande entourée de lauriers. La main gauche tient une épée, posée sur la pointe et autour de laquelle s'enroule des feuilles de laurier. Dans l'Antiquité, le laurier tressé en couronne était déjà porté par l'imperator comme un symbole de victoire et une marque de pouvoir. Au XIXe siècle, il est souvent employé de la même façon, comme symbole triomphal.
La tête de Germania est, par contre, couronnée de chêne, attribut germanique, et ses cheveux longs flottent au vent. Son corps est enveloppé dans un lourd vêtement aux nombreux plis, décorée de divers ornements et animaux. On y reconnaît des aigles, des cerfs, des corbeaux, des dragons et des cygnes – animaux très présents dans l'univers des contes et légendes germaniques. Le bord du manteau présente une frise d'aigles et un liseré de pierres précieuses. En guise de protection, Germania porte une cuirasse gravée de l'aigle impérial. Ainsi, elle devait réunir tout ce qui représentait alors l'Allemagne.
Le modèle pour Germania a été Clara, la plus jeune fille de Schilling.

### Le socle
Sur le socle, on trouve l'inscription principale du monument: « ZUM ANDENKEN AN DIE EINMUETHIGE SIEGREICHE ERHEBUNG DES DEUTSCHEN VOLKES UND AN DIE WIEDERAUFRICHTUNG DES DEUTSCHEN REICHES 1870 – 1871 » (« En mémoire du soulèvement unanime et victorieux du peuple allemand et de la résurrection de l'Empire allemand 1870-1871 »). À droite et à gauche, elle est encadrée par les noms des champs de bataille importants de la guerre de 1870/71. Sur les arêtes chanfreinées de la partie supérieure du socle, on voit des feuilles de palme, qui n'étaient pas prévues à l'origine et n'ont été ajoutées qu'après la pose de la première pierre. Elles servent la mémoire des soldats tombés au combat. Cette partie de la plante, toujours verte, représente la vie éternelle et le Christianisme en a fait le symbole des martyrs.
Au pied de la partie supérieure du socle se trouvent des couronnes et des croix de fer. Elles font la transition avec une série d'armoiries, au centre desquelles se tient l'aigle impérial, le blason de la Prusse sur la poitrine. Celui-ci est sur le point de s'envoler. La série d'armoiries réunit tous les blasons des États de l'époque. Sur la façade antérieure sont représentés les quatre royaumes de Saxe, de Prusse, de Bavière et de Wurtemberg.

### Le relief principal

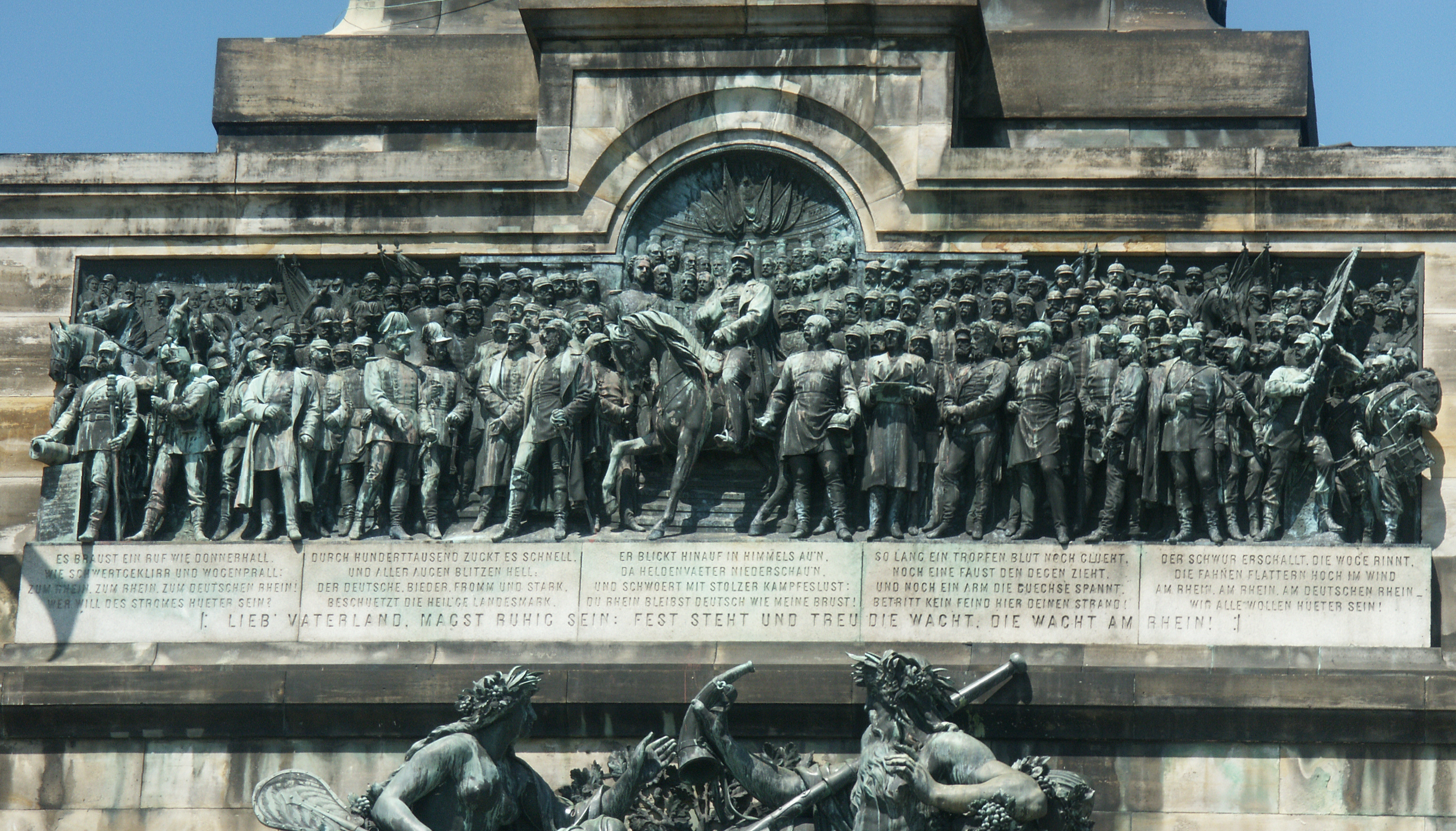
Le relief principal et le Wacht am Rhein ».

Sur le relief principal, en dessous du socle, 133 personnes sont représentées, grandeur nature. C'est ainsi le plus grand relief en bronze jamais sculpté au XIXe siècle. Au centre, le roi Guillaume de Prusse est représenté à cheval et, autour de lui, sont réunis les généraux et les princes de l'Allemagne du nord, à droite, et de l'Allemagne du sud, à gauche. Par conséquent, c'est l'atmosphère du départ pour la guerre franco-allemande que montre le relief et non la fin des événements. Sous le drapeau de la Confédération et les bannières des grandes villes d'Allemagne, Bismarck, Moltke, le prince Frédéric-Charles de Prusse, le prince héritier Albert de Saxe, Frédéric-François II de Mecklembourg-Schwerin, le général von Manteuffel, un garde prussien avec un drapeau et un fantassin saxon avec un tambour sont représentés en pied. Ils dirigent au loin leur regard déjà radieux et se rassemblent autour de leur chef, le roi Guillaume de Prusse. À la gauche de Guillaume se tiennent le prince héritier Frédéric-Guillaume de Prusse, les généraux von Blumenthal, von Hartmann, von der Tann, von Werder, un chasseur hessois et un canonnier prussien. Tous ceux qui avaient pris part à la guerre devaient pouvoir se retrouver dans l'un des représentants des différents corps d'armée. De ce fait, parmi les personnages, on trouve des représentations aussi bien des chefs de l'armée que de leurs troupes et de leurs unités. 

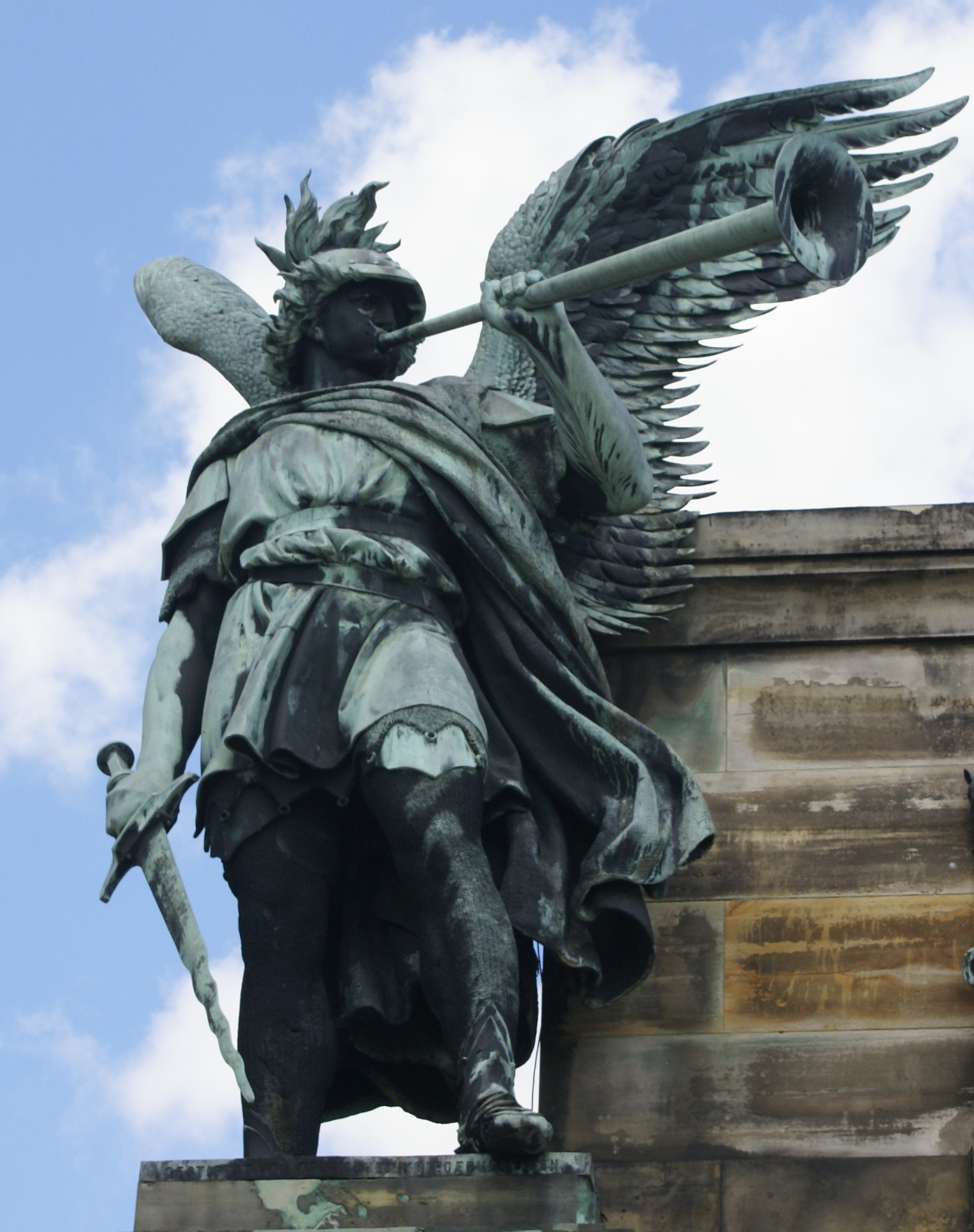
L'allégorie de la guerre.

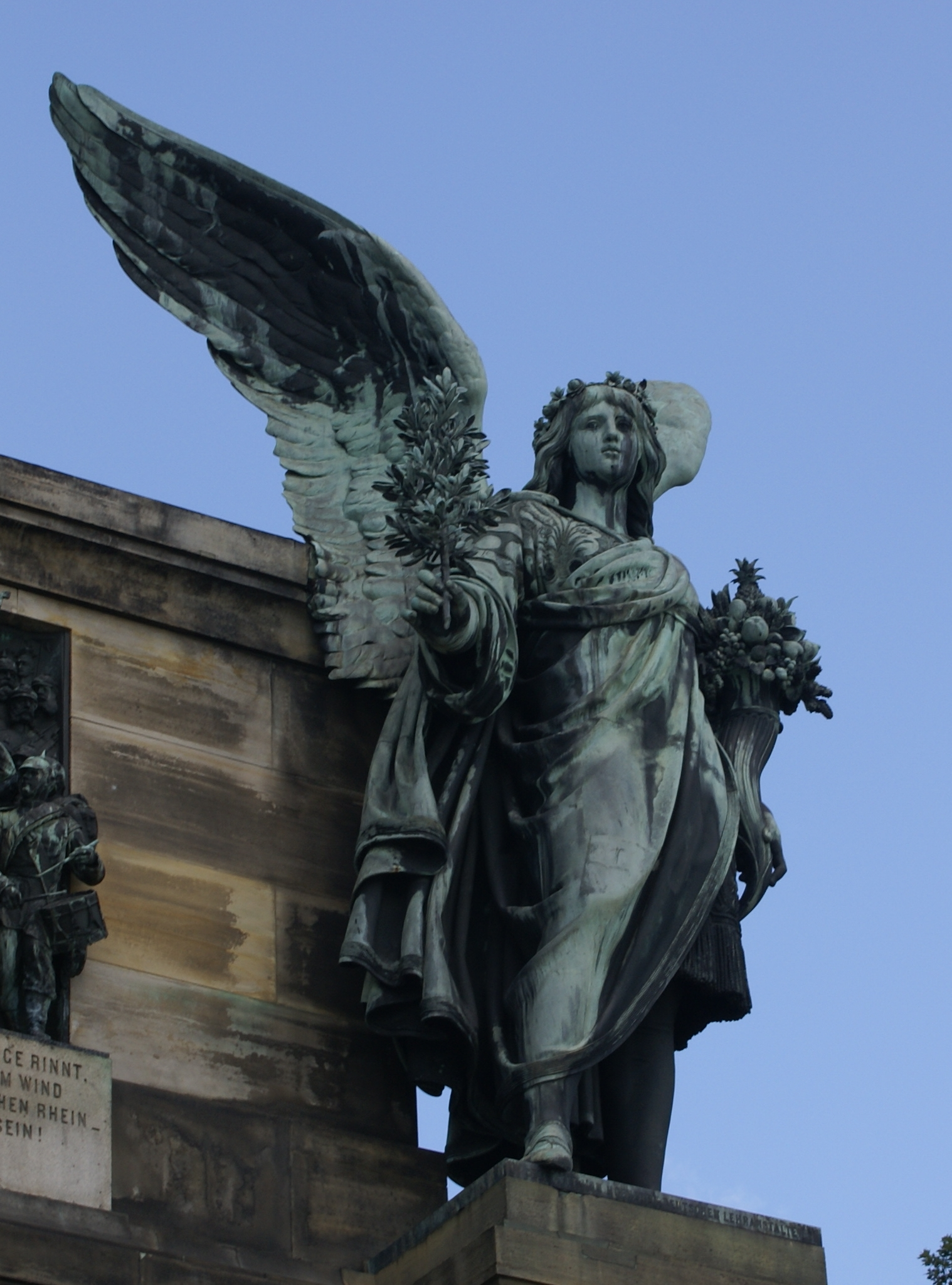
L'allégorie de la paix.

### Les allégories
Les allégories de la guerre et de la paix faisaient déjà partie du projet initial de Schilling et constituaient un rapport harmonieux avec la statue principale de Germania. Leurs proportions sont également plus grande que nature, mais plus petites que celle de Germania. Elles flanquent le relief principal.
À la gauche du relief, on trouve l'allégorie de la guerre. Elle est représentée sous la forme d'un génie ailé, soufflant dans une trompette et tenant dans la main droite une épée pointée vers le sol. Elle porte un casque et une armure de style gothique. L'épée vers le bas évoque la fin victorieuse de la bataille. Schilling a volontairement placé l'allégorie de la guerre en direction de la France, tout comme il a placé l'allégorie de la paix de l'autre côté, c'est-à-dire vers l'est, vers l'Allemagne. La paix est représentée sous les traits d'un ange avec une branche d'olivier et une corne d'abondance. Le rameau d'olivier est un ancien symbole de paix, tandis que la corne d'abondance représente le bonheur et la prospérité rendus possibles par la paix.
Alors que l'allégorie de la guerre porte les ailes d'un aigle, l'allégorie de la paix a les ailes d'un cygne.

### Les reliefs latéraux
Derrière l'allégorie de la guerre, on voit le relief latéral de « l'adieu des guerriers ». Dans ce relief du départ sont représentées, en différentes sections, des paysans et des soldats du nord de l'Allemagne, de Bavière, des personnes de tous âges et de toutes positions au sein de la famille. Parmi les figures semblent prédominer la douleur. De l'autre côté du relief principal, derrière l'allégorie de la paix, on trouve le relief du « retour au foyer ». Il n'est pas subdivisé, mais présente un espace unifié pour tous les soldats, de retour de la guerre franco-allemande. Ici, c'est la joie qui domine et des guirlandes de feuilles de chêne décorent l'image. 

### Le chant « Die Wacht am Rhein »
Sous le relief principal ont été gravées cinq des six strophes du chant « Die Wacht am Rhein ». Il avait valeur d'hymne pour une part de la société allemande de l'époque, en particulier pour les soldats de la guerre de 1870. Le texte, écrit par Max Schneckenburger, avait été mis en musique en 1854, par Karl Wilhelm. Les strophes ont été gravées, selon leur sens, à l'endroit correspondant sous le relief. Ainsi, par exemple, sous le roi Guillaume de Prusse, à cheval, la main sur la poitrine et regardant le ciel avec ferveur : 
Il regarde en haut en direction des nuées célestes,

d'où le contemplent ses héroïques ancêtres,

et s'engage d'une fièvre ardente au combat :

Ô Rhin, tu restes allemand comme mon sein!
Quant à la mélodie, elle est gravée sur une borne. 
 La strophe se rapportant à la France a été écartée. Par ailleurs, dans une autre strophe, le terme « Welsche » (roman, latin) a été remplacé par « Feind » (ennemi).

### Le père Rhin et la fille Moselle
La partie inférieure du monument est un groupe en bronze, en dessous du relief principal : le père Rhin remet à sa fille, la Moselle, le cor du veilleur. C'est ici une évocation de la frontière repoussée au-delà du Rhin, à la suite de la guerre. Le Rhin ne sert plus de frontière, puisque l'Alsace et la Lorraine appartiennent désormais à l'Empire allemand. (si les deux départements alsaciens Bas-Rhin et Haut-Rhin ont été annexés par l'Allemagne, pour la Lorraine, seul le département de la Moselle (Metz) a été annexé. Il serait plus juste de parler de l'Alsace-Moselle).

### Les axes
En dernier lieu, évoquons encore la disposition particulière de chaque élément du Niederwalddenkmal. L'horizontale décrit la succession des événements. Dans un premier temps, on assiste au départ de tous les soldats, venus de toutes les régions des petits États d'Allemagne. La guerre commence, représentée par l'allégorie de la guerre. Les généraux du sud de l'Allemagne annoncent le début du combat et se rassemblent autour du roi Guillaume de Prusse, tandis que les généraux du nord de l'Allemagne, à sa gauche, symbolisent le déroulement victorieux de la guerre. Puis vient la paix, représentée par son allégorie, et alors les soldats retrouvent leurs foyers, au sein de l'Empire allemand unifié. L'axe vertical présentent, en revanche, les conséquences de la guerre. La Germania tient symboliquement la couronne pour le nouveau souverain. Sur l'inscription principale, la « résurrection de l'Empire allemand » est célébrée. L'aigle impérial et la série des armoiries des Länder allemands symbolisent l'unité allemande, ainsi que l'union de tous les princes avec le roi de Prusse. Enfin vient l'élargissement de la frontière, du Rhin à la Moselle.

### Interprétations du monument au fil de l'histoire

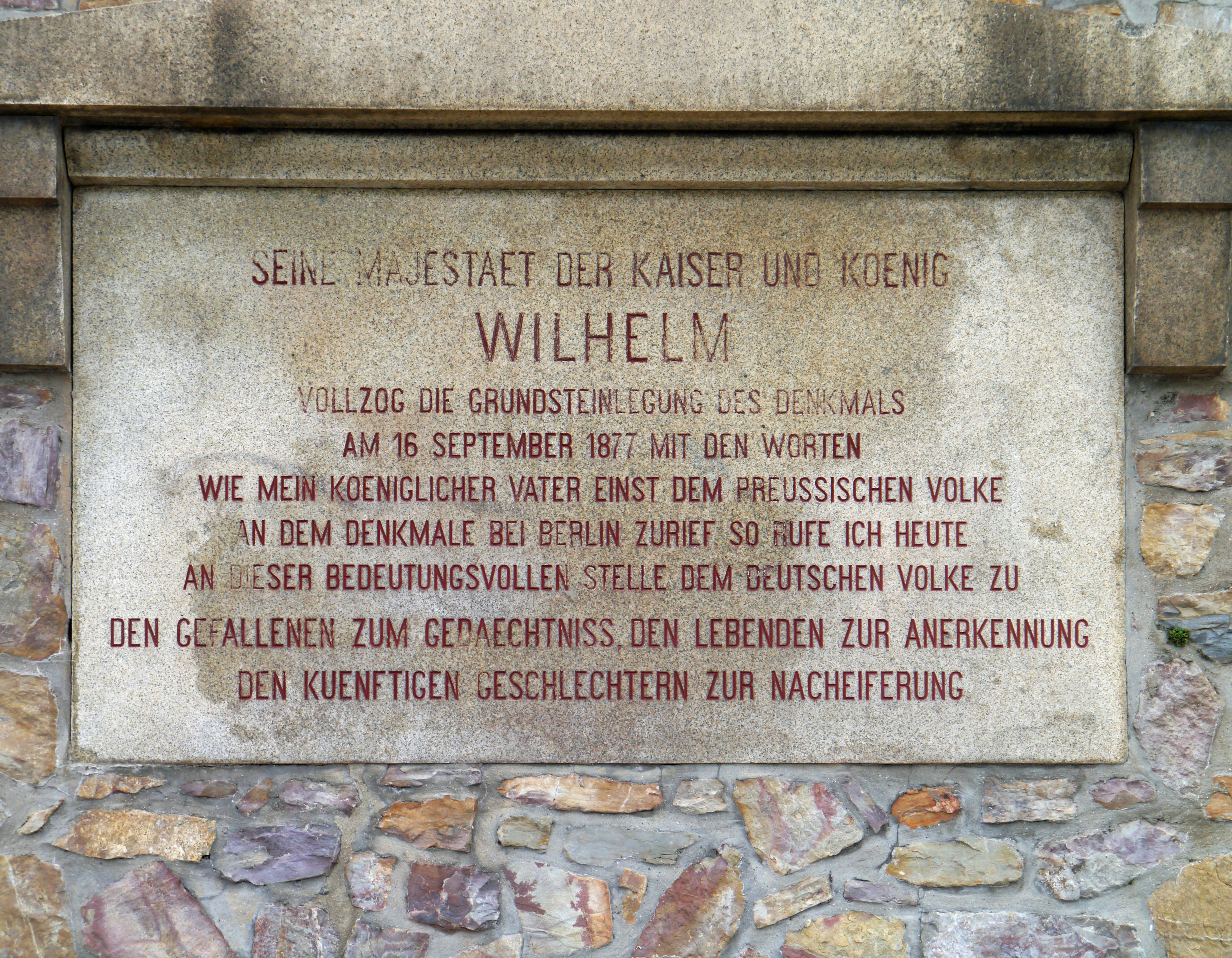
Pose de la première pierre 1877.

Le message et la signification du Niederwalddenkmal ne sont pas évidents « au premier regard » et restent dépendants du contexte historique de l'époque à laquelle on les questionne. 
Le programme iconographique sculpté est si riche que l'on ne peut en dégager un message dès le prime abord. L'artiste, Schilling, avait pour intention de concevoir un monument dédié à la paix. Par ailleurs, le peuple allemand unifié devait alors, dans ce monument, trouver la confiance en lui et prendre conscience de son nouveau statut de nation. C'est pourquoi fut placé au centre le roi de Prusse, autour duquel se rassemblaient l'ensemble des représentants du peuple allemand, de sorte qu'ils pouvaient s'élever ensemble, et non plus en tant qu'États séparés, contre la France. La Germania, qui doit représenter l'Allemagne unifiée, est justement  sur le point de se couronner elle-même. Le vainqueur des événements de 1870/71 est donc, dans le dessein de Schilling, le peuple allemand. Pour lui, le peuple allemand était l'élément le plus important pour pouvoir fonder l'Empire allemand. 
Schilling voulait certes donner au monument cette signification, mais il n'a jamais publié ses intentions. Aussi, à l'occasion de la pose de la première pierre, le monument avait déjà été réinterprété. Dans son discours, Botho zu Eulenburg ne parlait déjà plus du Roi de Prusse, mais de l'Empereur, autour duquel tous s'unissaient. Par ailleurs, la Germania était déjà en quête d'un souverain digne, qu'elle pourrait couronner. Botho zu Eulenburg positionne donc l'Empereur comme l'élément central de la nation allemande unifiée, et non plus le peuple. Durant toute la période de l'Empire, c'est d'ailleurs cette interprétation qui s'est imposée. Le monument, qui, à l'origine, devait célébrer le peuple allemand, était maintenant utilisé pour souligner l'importance de l'Empereur et exiger la fidélité à son égard. En dehors du manque de clarté de son projet, d'autres objections s'opposèrent à l'interprétation de Schilling, d'élever un monument aux Allemands, dans lequel ceux-ci pourraient se célébrer eux-mêmes. En effet, la grande majorité du peuple allemand n'avait que très peu pris part à la réalisation du monument. La souscription publique n'avait pas permis de collecter suffisamment d'argent pour le Niederwalddenkmal, de sorte que le Reichstag dut accorder une aide financière au Trésor. En outre, ce ne furent pas de simples soldats ni des familles qui participèrent à sa conception, mais surtout des personnalités influentes qui, dans le Comité, se chargèrent de l'organisation et de la construction.

### Importance touristique
Ce monument patriotique attire, depuis lors, de très nombreux touristes. De plus en plus, l'endroit est devenu un but de randonnée apprécié, plutôt qu'un lieu de commémoration patriotique. À partir de 1885, un chemin de fer à crémaillère, le Niederwaldbahn monte de Rüdesheim jusqu'au Niederwald. Il a été détruit en partie par un bombardement en 1944, puis démonté. Depuis 1954, c'est le Seilbahn (téléphérique) qui conduit au monument surplombant la ville.
Aujourd'hui, le monument dépend de l'Administration des châteaux et jardins de Hesse. Entre avril et début septembre 2008, les alentours du monument ont été nettoyés, pour un coût de 1,5 million d'euros. À l'été 2011, ont débuté des travaux prévus pour une année environ, afin de restaurer l'ensemble des sculptures, les reliefs et le socle en grès. 
Le Rheinsteig, le nouveau chemin de randonnée, menant de Wiesbaden (château de Biebrich) à Bonn en passant par les châteaux de Liebenstein et Lahneck, passe également par le Niederwalddenkmal.

### Célébration des 125 ans
La ville de Rüdesheim a célébré le jubilé du monument avec un programme de festivités de trois jours, du 26 au 28 septembre 2008. La « Vieille dame » a alors rendu visite à la ville sous la forme d'un tableau de 5 mètres de haut, du peintre rhénan Michael Apitz. Les invités de la cérémonie du 27 septembre 2008, au monument lui-même, furent, entre autres, le ministre-président de Hesse Roland Koch ainsi que le ministre fédéral de la Défense Franz Josef Jung. Ina Schilling-Nickel, l'arrière-petite-fille du constructeur, était aussi présente ainsi que le directeur du « Schilling-Museum » de Mittweida, Heiko Weber. À l'hôtel de ville fut organisée une exposition sur la construction et l'inauguration du monument. L'historien mayençais Ralph Erbar y fit une allocution historique.

## Curiosité
En 1883, le chocolatier colonais Ludwig Stollwerck fit construire, pour l'Exposition universelle de Chicago, un temple en chocolat, abritant une reproduction de la Germania du Niederwalddenkmal, d'une hauteur de 12 mètres et qui nécessita 300 kg de chocolat.

## Images

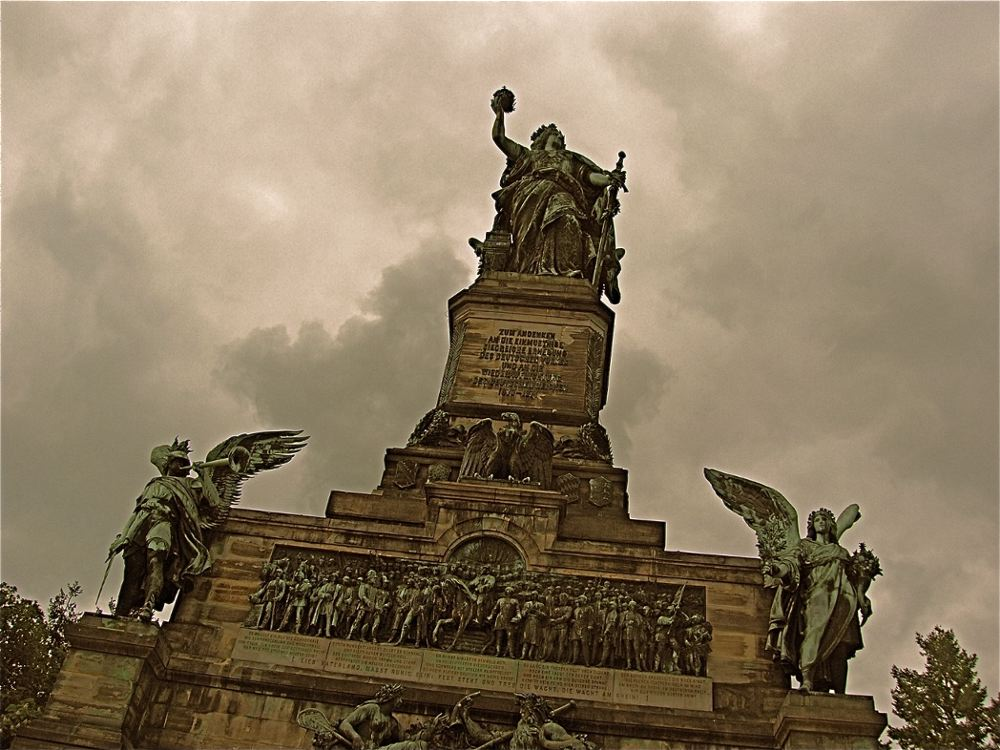
Statue et socle.
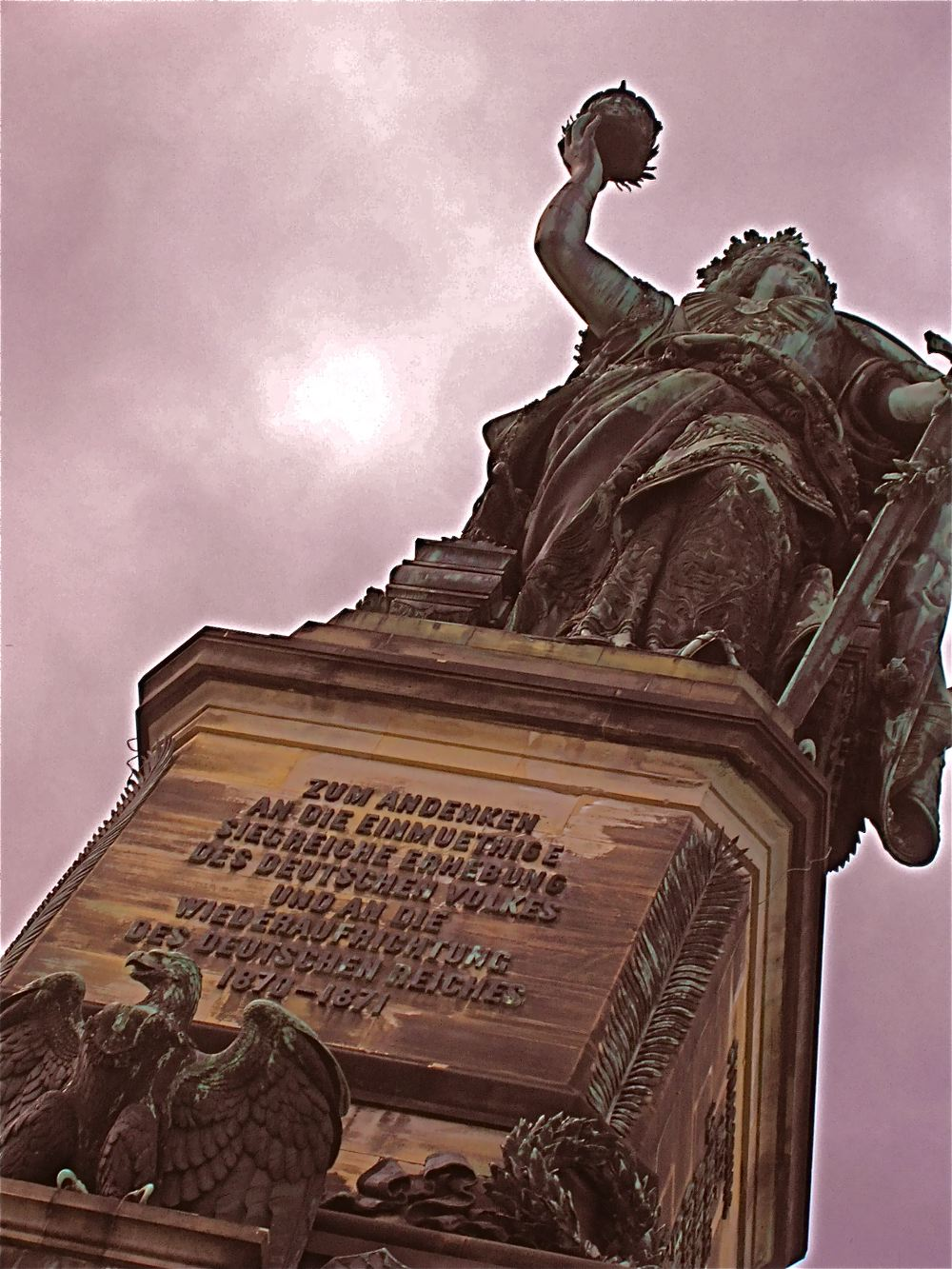
Statue et inscription.
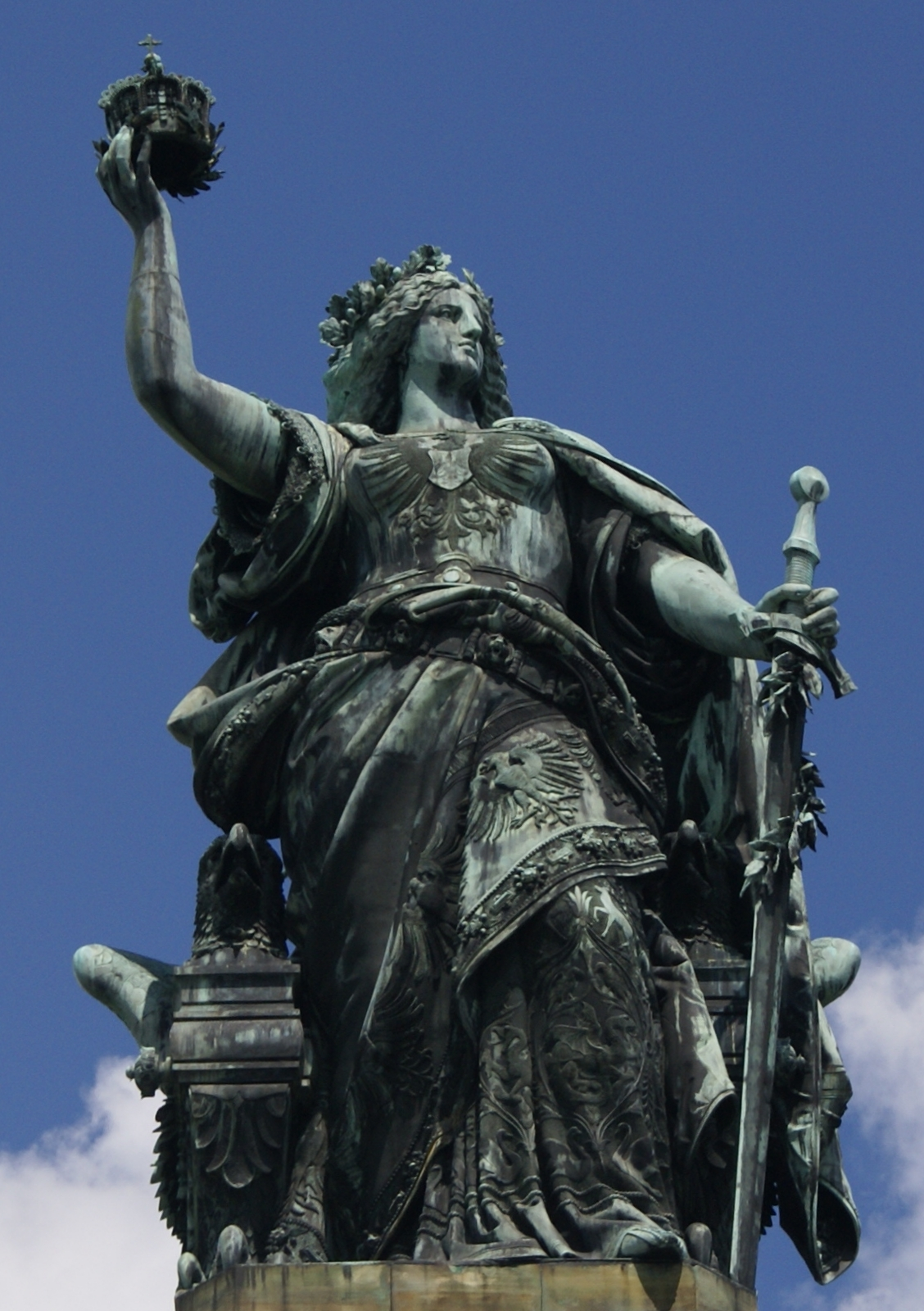
La statue Germania.
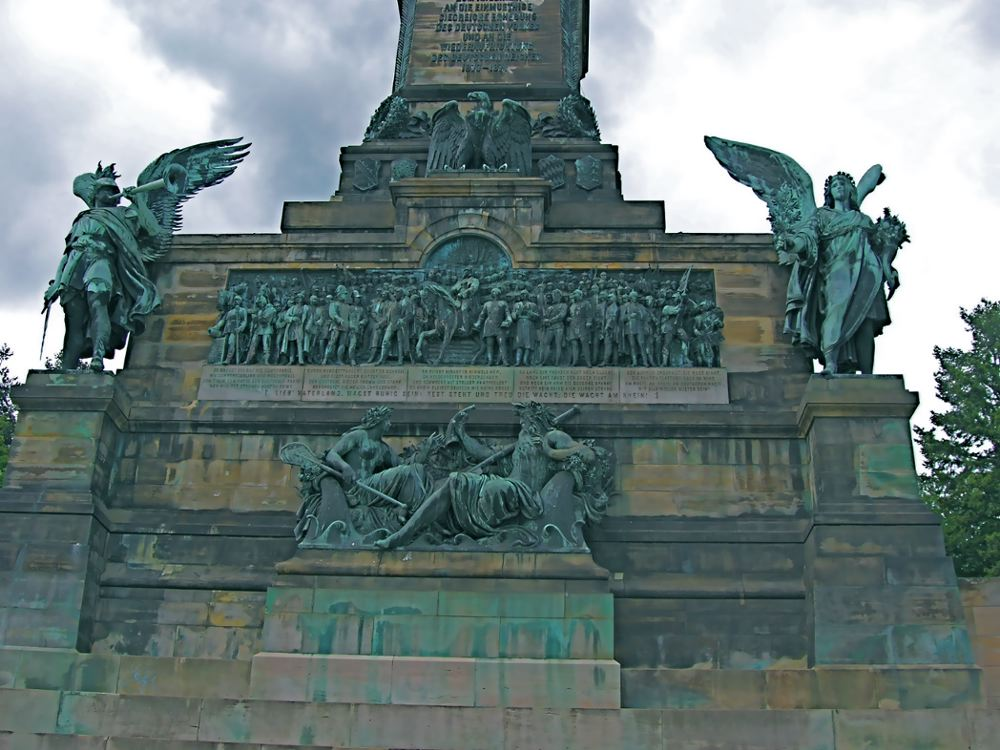
Partie inférieure du socle.
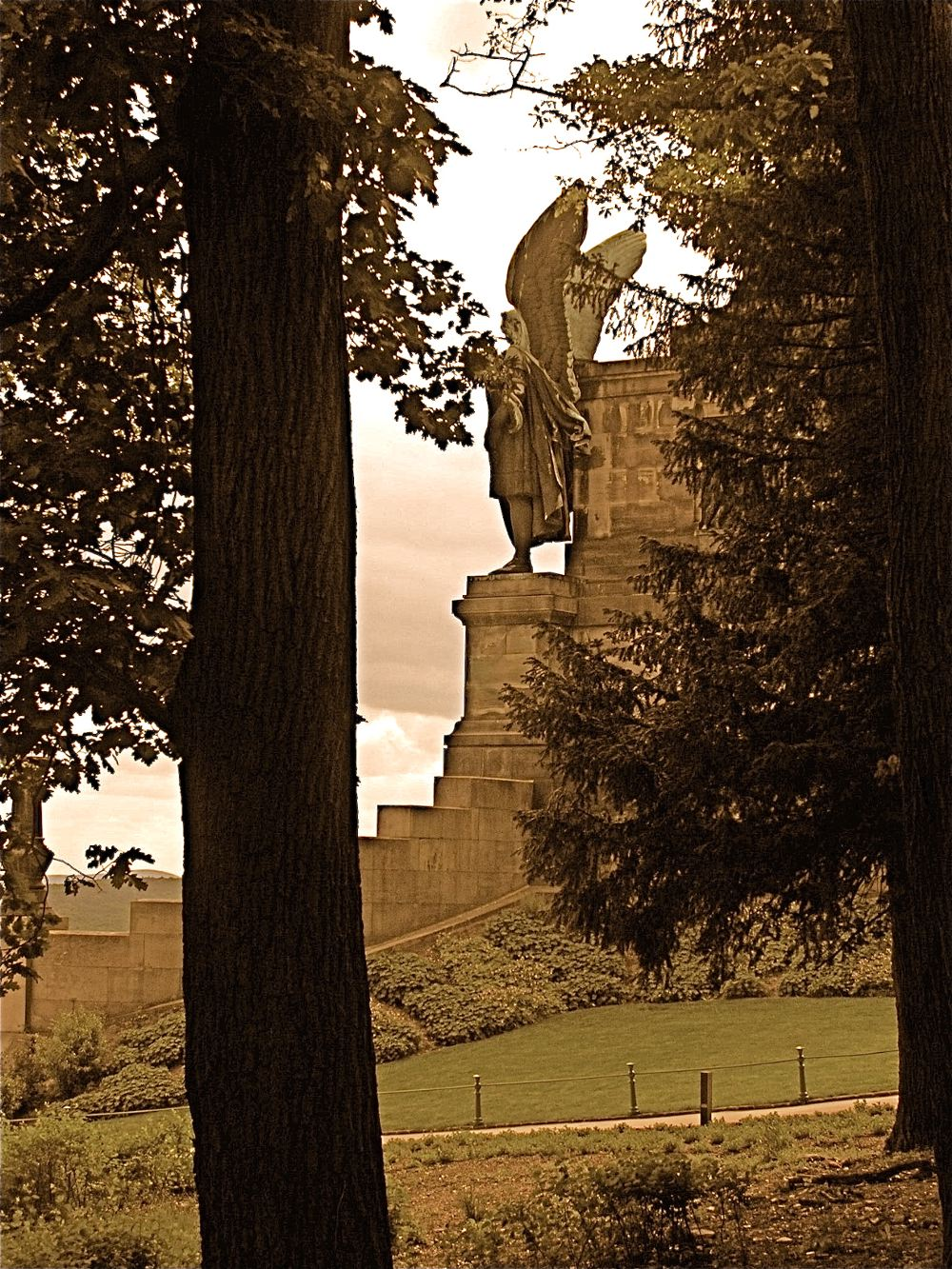
L'allégorie de la paix.
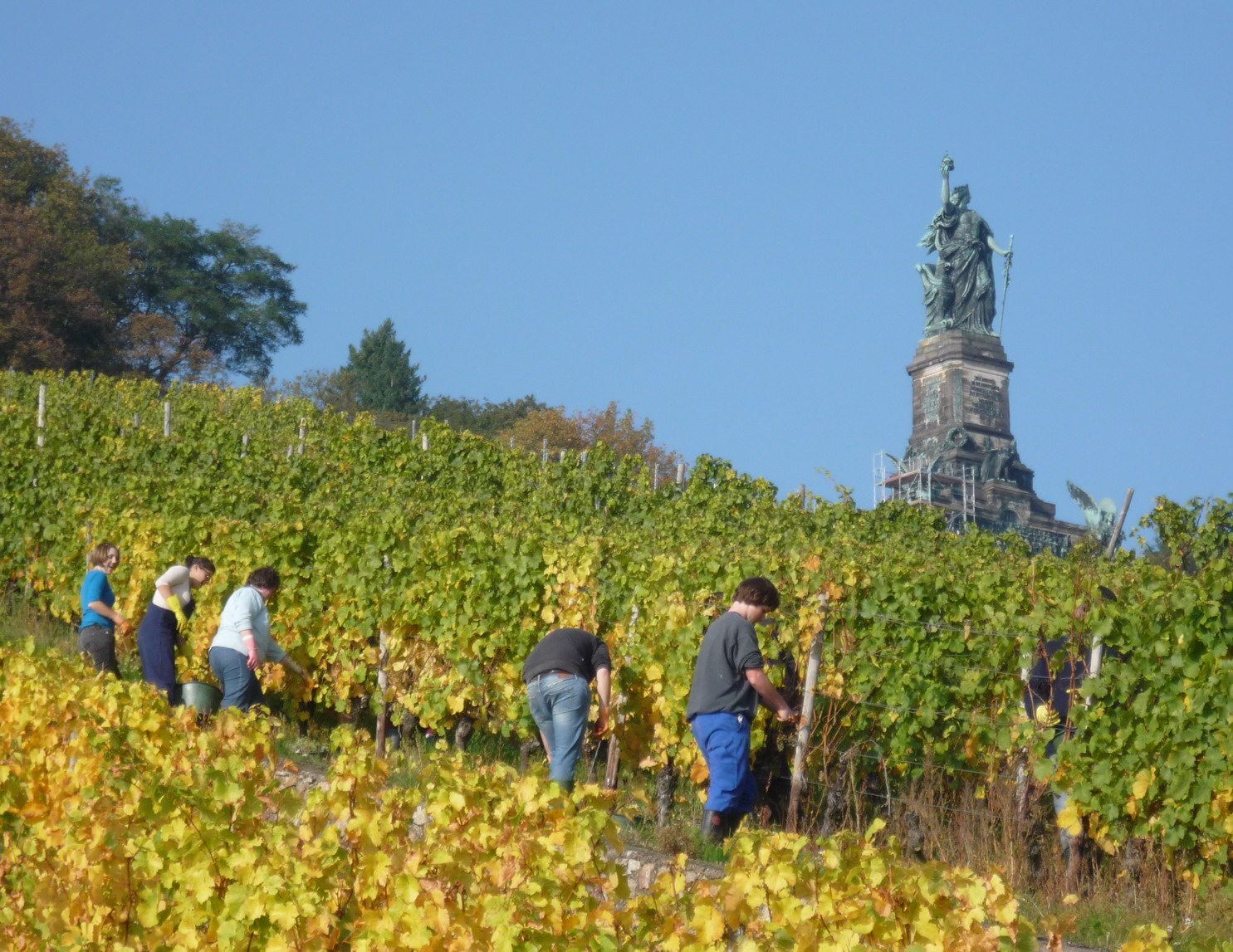
Le monument domine le vignoble.
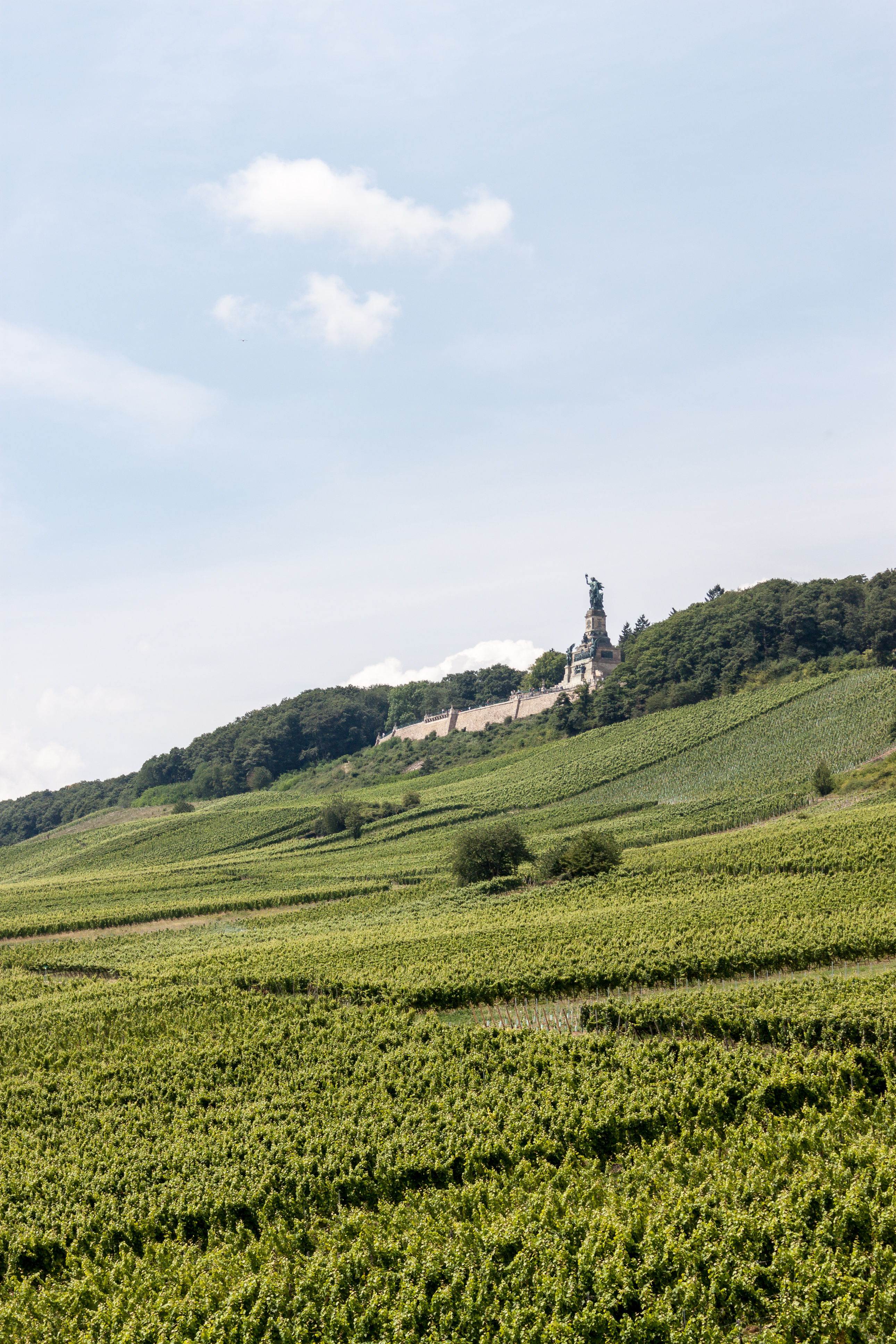
Le monument est accessible par un télécabine.
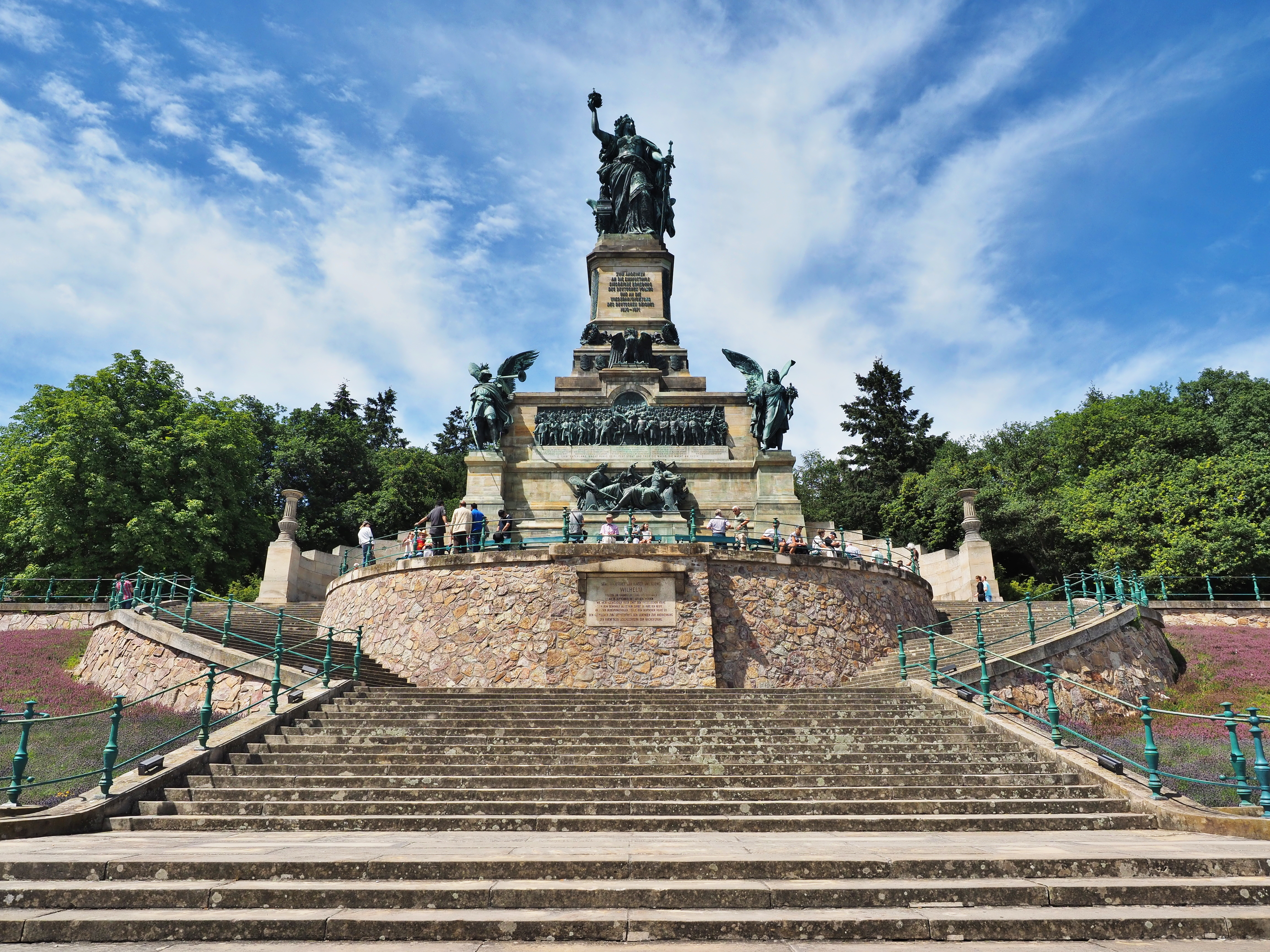
Le Niederwalddenkmal depuis la terrasse en contrebas. Juillet 2018.

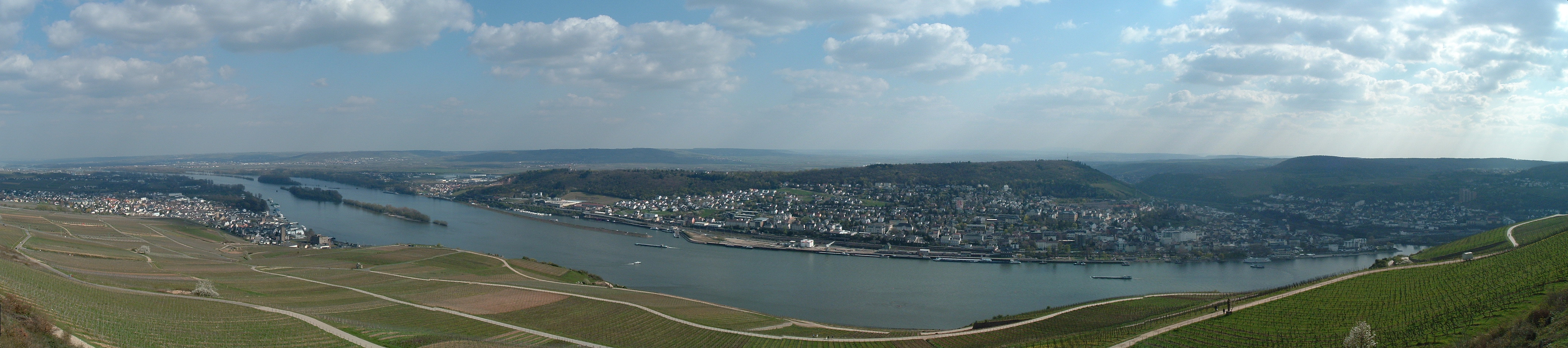
La vallée du Rhin vue du Niederwalddenkmal.